# La Masallera
La Masallera és una masia de l'Esquirol (Osona) inclosa a l'Inventari del Patrimoni Arquitectònic de Catalunya.

## Descripció
Masia planta rectangular (13 x 11) coberta a dues vessants amb el carener perpendicular a la façana situada a migdia. Presenta un annexa adossat a la façana O del cos original. La façana principal presenta un eix de composició en les finestres i el portal rodó d'entrada està desplaçat d'aquest. La façana N no presenta eix de simetria i té un portal central amb escala de pedra. Les obertures de l'edifici tenen els emmarcaments de pedra picada i els escaires són de pedra basta. La façana E., pràcticament cega, no presenta simetria. La llinda del portal de la façana N datada (1881).

## Història
Masia documentada del segle xiii. Al 1308, el propietari porta encara el mateix nom i és el descendent directe de l'antiga família. La cognom d'origen es manté fins al 1975. La trobem registrada en els fogatges de les "Parròquies del terme de Corcó, St. Jolìa de Cabrera, St. Llorens Dosmunts, St.Bartomeu Sagorga, St. Vicens de Casserres i St. Martí Çescorts, fogajat a 11 d'Octubre 1553 per Bartomeu Bertrana balle com apar en cartes 241", on consta un tal "Pere Massellere" i "Joan Masellere".